# Graham Stanton
Graham Stanton (Christchurch, 9 luglio 1940 – Cambridge, 18 luglio 2009) è stato un biblista neozelandese.
Insegnò al King's College di Londra e fu ordinario di teologia all'Università di Cambridge nella cattedra istituita nel 1502 da Margaret Beaufort.
Le sue ricerche si focalizzarono sui Vangeli, l'epistolario paolino e gli scritti cristiani del II secolo, e, in modo particolare, sul Vangelo secondo Matteo, la Lettera ai Galati e san Giustino martire.

## Biografia
Nel 1966 si trasferì a Cambridge per studiare al Westminster College e come membro del Fitzwilliam College sotto la direzione di C. F. D. Moule (1908-2007). Tre anni dopo si laureò con una tesi che fu pubblicata nel 1974.
Dal 1970 al 1998 fu docente di studi neotestamentari al King's College di Londra, divenendo ordinario nel '77. Nel 1998 fece ritorno a Cambridge come Lady Margaret's Professor of Divinity.
Dal '96 al '97 ricoprì l'ufficio di presidenza annuale della Studiorum Novi Testamenti Societas. Per nove anni, dal 1982 al 1990, collana di commenti ai libri del Vecchio e del nuovo Testamento.
Stanton morì il 18 luglio 2009 a Cambridge. Nel 2011 fu pubblicata una raccolta di saggi in sua memoria.

## Critica alla teoria del mito di Gesù
In merito all'ipotesi del mito di Gesù, nel libro The Gospels and Jesus affermò:
(Graham Stanton, The Gospels and Jesus)

## Riconoscimenti
- 2000: Doctor of Divinity ad honorem da parte dell'Università di Otago[4];
- 2005: Festschrift intitolato The Written Gospel, pubblicatio dalla Cambridge University Press in occasione del suo 65º compleanno, con una bibliografia dei libri e degli articoli pubblicati da Stanton fino al 2005[5];
- 2006: Burkitt Medal della British Academy, per il suo contributo agli studi biblici nel Regno Unito.[6]